# Pheugopedius rutilus
Pheugopedius rutilus là một loài chim trong họ Troglodytidae.